# Calle Santos Dumont
Santos Dumont es una de las principales calles de las comunas de Recoleta e Independencia, en Santiago de Chile. Es llamada así en honor al aviador, inventor e ingeniero brasileño, Alberto Santos Dumont, quien fue el primer hombre en despegar a bordo de un avión, impulsado por un motor aeronáutico, y en cumplir un circuito preestablecido, bajo la supervisión oficial de especialistas en la materia. Además, la ciudad natal del aviador, antes llamada Palmira, y el primer aeropuerto de Río de Janeiro llevan el nombre de Santos Dumont.
Esta calle es de antigua data, se tiene registro de su existencia antes de 1820, como callejón Rosario y luego como calle Rosario, nombre que conservó hasta los primeros años del siglo XX.
La calle Santos Dumont recorre 1,7 kilómetros de oriente a poniente, desde su nacimiento junto al Cerro San Cristóbal hasta su cruce con Avenida La Paz, en donde cambia de nombre a Doctor Carlos Lorca Tobar en la comuna de Independencia, continuando hasta la Avenida homónima, tras la cual se convierte en calle Gamero.

## Recorrido
Nace 175 metros al oriente de la calle Schiavetti, en los faldeos del Cerro San Cristóbal, en la comuna de Recoleta, sin salida a alguna otra arteria.
Según el sitio oficial de la Municipalidad de Recoleta, la calle Santos Dumont es el límite norte del barrio Patronato (entre las avenidas Perú y Recoleta), aunque varios otros web site mencionan que la calle Dominica cumple dicha función.
En su intersección con Avenida Recoleta (esquina sur-poniente) se encuentra la estación Cerro Blanco de la Línea 2 del Metro de Santiago, junto al macizo y al parque homónimos, que acompañan a la calle Santos Dumont, por la vereda norte, hasta su cruce con Monserrat. Además, en esa esquina se encuentra la Iglesia La Viñita (oficialmente llamada Nuestra Señora de Montserrat) en recuerdo de una ermita que Inés de Suárez construyó a la Virgen en la cima del Cerro Blanco. En la actualidad aún funciona, administrada por la fundación Paternitas.

## Avenida doctor Carlos Lorca Tobar
Cruzando Avenida La Paz, cambia a la comuna de Independencia, en donde desde el 25 de junio de 2020 lleva oficialmente el nombre de "Dr. Carlos Lorca Tobar", en memoria del médico cirujano socialista, egresado del Instituto Nacional y de la Universidad de Chile, quien cursó sus estudios médicos en la Facultad de Medicina de esa Casa de Estudios Superiores, ubicada en la esquina con avenida Independencia. Lorca fue un importante dirigente político del PS, siendo Secretario General de su Juventud y diputado en el periodo 1973-1976. En 1975 fue secuestrado por agentes de la DINA, permaneciendo hasta hoy en calidad de detenido desaparecido, siendo junto al diputado radical Gastón Lobos los únicos parlamentarios detenidos desaparecidos de Chile.
Entre Avenida La Paz y Avenida Independencia (vereda norte) se ubica el Hospital José Joaquín Aguirre, también conocido como Hospital Clínico de la Universidad de Chile, Sede Santiago Norte de la Facultad de Medicina de la mencionada casa de estudios, cuya construcción se inició en 1920, y se terminó el año 1952. Su nombre es en honor al Dr. Aguirre, quien destacó la importancia de la física y la química en los diversos dominios de la medicina. Desde 1953, el hospital quedó bajo el dominio de la Universidad de Chile, cuyos departamentos clínicos, exceptuando el de pediatría, forman parte del ya mencionado hospital.
Finalmente, en el mismo cuadrante, al interior de la sede universitaria, está emplazada la Capilla del antiguo Lazareto de San Vicente de Paul, que es una de las pocas estructuras sobrevivientes del ex recinto asistencial (quedan, además de la ermita, algunas naves dispersas, como un pabellón de cirugía) que fue encargado al arquitecto Eusebio Chelli, aunque Carfos Stegmolier llevó a cabo el proyecto y la conducción de las obras. Abrió sus puertas el 2 de noviembre de 1874 y fue declarado Monumento Histórico Nacional el 12 de enero de 1981, bajo el Decreto Supremo N.º 73. La capilla es tapada completamente por el Hospital J. J. Aguirre, por lo que no puede ser vista desde la calle, pero se indica como su dirección el 991 de Santos Dumont (aunque a veces también se da la dirección del Hospital Clínico de la Universidad de Chile, ubicado a la altura del 999).
La calle Dr Carlos Lorca Tobar termina en el cruce con Avenida Independencia, en donde se ubica la plazuela homónima. Luego de la misma, la arteria continúa su recorrido hacia el poniente como calle Gamero.